# Steffen Wesemann

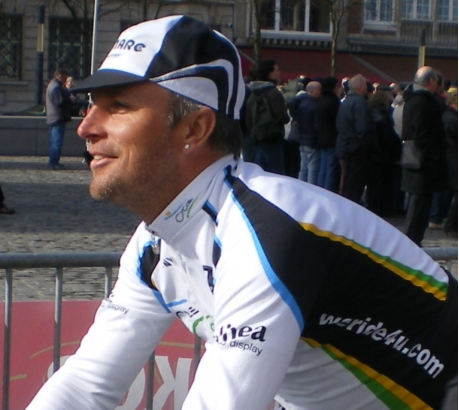
Steffen Wesemann el 2008

Steffen Wesemann (Wolmirstedt, Saxònia-Anhalt, 11 de març de 1971) va ser un ciclista que fou professional entre 1992 i 2008. Alemany de naixement, el 19 de setembre de 2005, ell i la seva família, van rebre la nacionalitat suïssa pel fet d'haver viscut durant molts anys a Küttigen.
Amb els colors de l'Alemanya de l'Est, va guanyar una medalla als Campionats del món júnior en ruta. Va participar als Jocs Olímpics d'estiu de 1992.
Durant la seva carrera aconseguí més de 40 victòries, destacant per damunt de totes la victòria al Tour de Flandes de 2004.

## Palmarès
- 1991
  - 1r al Tour de Berlín
- 1992
  - 1r a la Cursa de la Pau i vencedor de 2 etapes
  - 1r a la Niedersachsen-Rundfahrt i vencedor de 2 etapes
- 1993
  - Vencedor d'una etapa de la Setmana Catalana
  - Vencedor d'una etapa del Tour de l'Avenir
- 1996
  - 1r a la Cursa de la Pau i vencedor de 7 etapes
- 1997
  - 1r a la Cursa de la Pau i vencedor de 4 etapes
- 1998
  - Vencedor d'una etapa del Sachsen-Tour
  - Vencedor d'una etapa de la Volta a Castella i Lleó
- 1999
  - 1r a la Cursa de la Pau i vencedor de 3 etapes
- 2000
  - 1r a la Rund um Köln
  - 1r al Gran Premi del cantó d'Argòvia
  - Vencedor d'una etapa del Tour Down Under
  - Vencedor de 2 etapes de la Cursa de la Pau
- 2003
  - 1r a la Cursa de la Pau i vencedor d'una etapa
  - Vencedor d'una etapa del Sachsen-Tour
- 2004
  - 1r al Tour de Flandes

### Resultats al Giro d'Itàlia
- 1993. Abandona (7a etapa)
- 1994. Abandona
- 1995. Abandona (11a etapa)

### Resultats al Tour de França
- 1999. 73è de la classificació general
- 2000. Abandona (14a etapa)
- 2001. Abandona (12a etapa)
- 2002. 99è de la classificació general

### Resultats a la Volta a Espanya
- 1995. 99è de la classificació general
- 1996. 80è de la classificació general
- 2003. 110è de la classificació general
- 2004. Abandona (5a etapa)